# Ringleben (bei Gebesee)

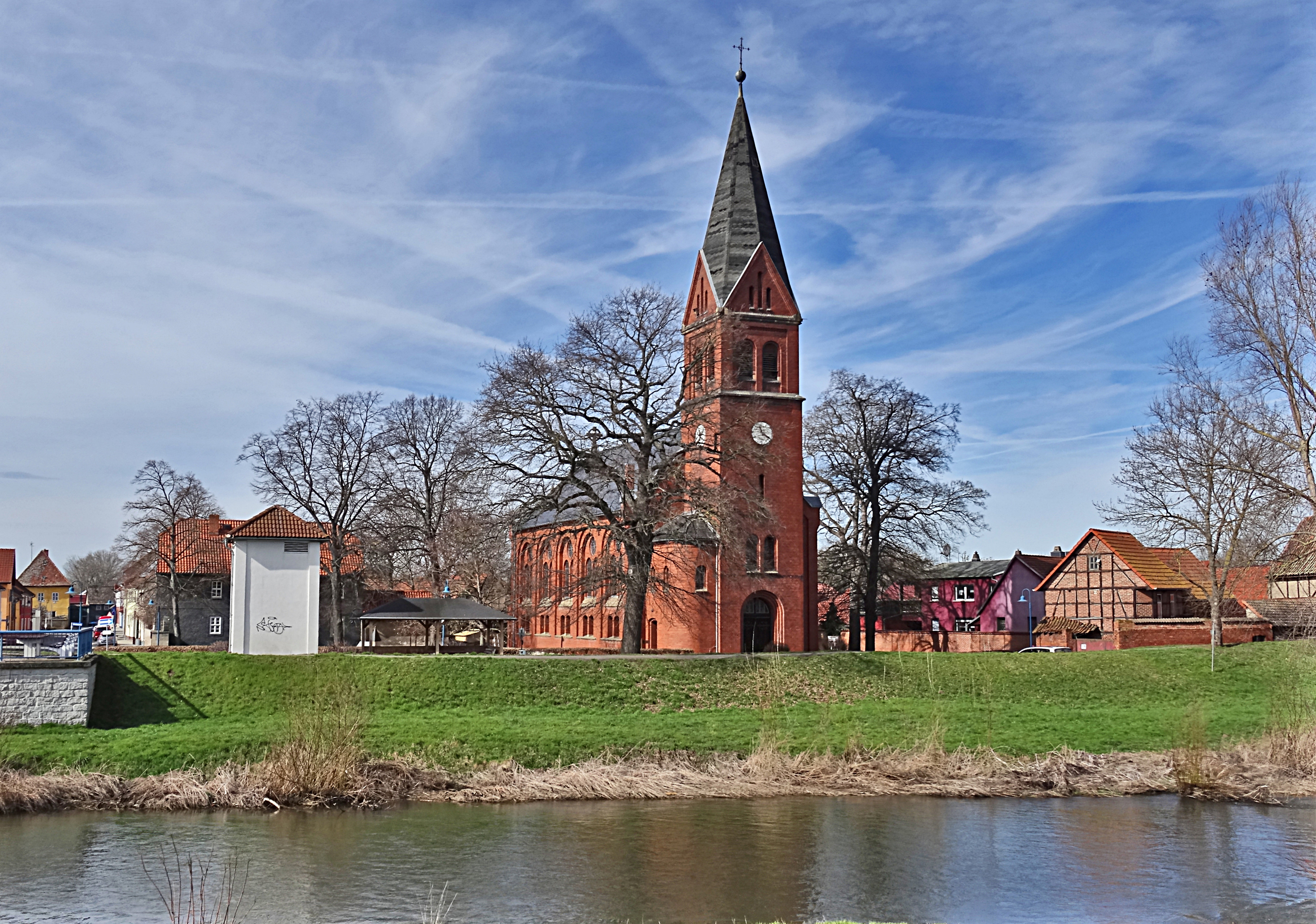
St. Bartholomäus am Gera-Radweg

Ringleben ist eine Gemeinde im thüringischen Landkreis Sömmerda.
Seit dem 9. April 1994 ist Ringleben Mitglied der Verwaltungsgemeinschaft Gera-Aue.

## Geografie
Die Gemeinde Ringleben liegt an der Gera, etwa 15 Kilometer nordwestlich der Landeshauptstadt Erfurt in unmittelbarer Nachbarschaft zur Stadt Gebesee.

## Geschichte
Zu Beginn des 9. Jahrhunderts wird Ringleben in einem Verzeichnis der von Erzbischof Lullus († 786) von Mainz für das Kloster Hersfeld von Freien verliehenen Gütern erstmals urkundlich als Ringelebo erwähnt. Die Burg in Ringleben wurde 1290 durch König Rudolf I. zerstört, 1309 erfolgte die Verwüstung des Ortes durch den Landgrafen Johann von Hessen. Landgraf Friedrich von Thüringen übergab 1433 den Ort Ringleben einschließlich der Gerichtsbarkeit an das Kartäuserkloster Erfurt. Ringleben kam bei der Leipziger Teilung im Jahr 1485 zum Kurfürstentum Sachsen der Ernestiner.
1542 wurde das "Amt Ringleben gebildet", zu dem die drei Orte Ringleben, Mittelhausen und Riethnordhausen gehörten. Nach der Wittenberger Kapitulation 1547 blieb das Amt Ringleben im Besitz der Ernestiner. Es kam bei der Erfurter Teilung 1572 zum Herzogtum Sachsen-Weimar. Nach dem Tod des Herzogs Wilhelm IV. von Sachsen-Weimar kam das Amt Ringleben im Jahr 1662 an das neu entstandene Herzogtum Sachsen-Eisenach. 1672 wurde das Amt Ringleben dem Amt Großrudestedt angegliedert. Ab 1741 gehörte es zu Sachsen-Weimar-Eisenach.
Durch die Auswirkungen des Wiener Kongresses wurde das Herzogtum Sachsen-Weimar-Eisenach im Jahr 1815 zum Großherzogtum erhoben. Im Gegenzug zahlreicher Gebietszugewinne wurde der Ort Ringleben vom Großherzogtum an Preußen abgegeben und dem Landkreis Erfurt in der Provinz Sachsen angegliedert, zu dem Ringleben bis 1944 gehörte.
Während des Zweiten Weltkriegs trafen bereits im Frühjahr 1940 polnische Zwangsarbeiter in Ringleben ein. Es folgten aus der Sowjetunion verschleppte Frauen und Männer. Nach der Vergitterung der Fenster eines Hauses in der Dorfstraße 64a diente dieses 1942 als Unterkunft für französische Kriegsgefangene und 1943 für sowjetische Kriegsgefangene, welche aus dem Stalag IX C Bad Sulza kamen. Dieses Kommando hatte eine Stärke von 25 bis 45 Männern, welche bei örtlichen Bauern arbeiten mussten.

## Verkehr
Der Bahnhof Ringleben-Gebesee liegt an der Bahnstrecke Wolkramshausen–Erfurt. Hier hält abwechselnd im 2-Stunden-Takt der Regional-Express und die Regional-Bahn von Nordhausen nach Erfurt. Die Landeshauptstadt ist in 17 Minuten zu erreichen.
Durch Ringleben verläuft die Kreisstraße K17 von Gebesee nach Haßleben.
Durch Ringleben, entlang der Gera verläuft der Gera-Radwanderweg sowie der Unstrut-Radwanderweg, die sich beide bis Gebesee die Dammkrone entlang der Gera teilen.